# میمون دماغ‌سربالای میانمار
میمون دماغ‌سربالای میانمار (نام علمی: Rhinopithecus strykeri) نام یک گونه از تیره میمون بر قدیم است.
بینی و سوراخ‌های بینی این میمون به طرف بالا قرار گرفته که این شکل دماغ به این معنی است که وقتی باران می‌آید قطرات آب مستقیم وارد سوراخ‌های بینی میمون می‌شود و جانور شروع به عطسه کردن می‌کند.